# Consonance (chimie)
Les concepts de consonance et de dissonance, opposé l'un de l'autre, sont utilisés en chimie organique pour représenter la répartition électronique d'un composé chimique et d'obtenir des informations qualitatives sur une transformation chimique.

## Principe
Ce concept a été formulé par le célèbre chimiste D.A. Evans de l'Université d'Harvard en 2001. Il s'agit de considérer comment plusieurs groupes fonctionnels interagissent en influençant la répartition électronique dans le squelette carboné à proximité des groupes fonctionnels.
Chaque groupe fonctionnel a une influence sur la répartition des électrons dans le squelette carboné autour de lui grâce aux effets inductif et mésomère ce qui mène à l'apparition de charges partielles. Ceci mène à une alternance de charges positives et négatives depuis chaque groupe fonctionnel. On parle alors de :
- Consonance lorsque les charges positives et négatives induites par chaque groupe fonctionnel sont du même signe pour chaque atome de carbone
- Dissonance lorsque les charges induites s'opposent entre les groupes fonctionnels.

Dans l'exemple ci-dessous, on observe la répartition des électrons autour du groupe carbonyle dans la pent-2-one 1. La structure 2 représente la pent-2,4-dione (ou acétylacétone) dans laquelle les deux groupes carbonyle sont séparés par un groupe méthylène CH2. Dans ce cas, les charges issues des deux groupes sur le squelette carboné sont identiques et s'additionnent : c'est une structure consonante. En revanche, dans la pent-2,3-dione 3, les effets des deux groupes carbonyle s'opposent ; c'est une structure dissonante et cela va avoir une influence sur la réactivité de ce composé.

## Conséquences
Les conséquences liées à la consonance/dissonance d'une structure sont les suivantes :
- Une structure consonante est normalement plus stable qu'une structure dissonante à peine différente (par ex. l'ajout d'un groupe méthylène entre les deux groupes fonctionnels) ;
- Passer d'une structure consonante (ou dissonante) à une structure du même type ne provoque pas de difficulté particulière ;
- Passer d'une structure dissonante à une structure consonante est favorisée ;
- À l'inverse, passer d'une structure consonante à une structure dissonante requiert de l'énergie.